# Zwergflusspferd
Das Zwergflusspferd (Choeropsis liberiensis oder Hexaprotodon liberiensis) ist eine der zwei heute noch vorkommenden Arten aus der Familie der Flusspferde. Das nachtaktive und seltene Zwergflusspferd ist in den Wäldern und Sümpfen des westlichen Afrika heimisch. Die Artbezeichnung liberiensis für „aus Liberia stammend“ spiegelt dies wider.
Das Zwergflusspferd weist eine Reihe von Anpassungen an das Leben an Land auf. Ähnlich wie das (Groß-)Flusspferd ist es jedoch darauf angewiesen, sich in der Nähe von Gewässern aufzuhalten: Zwergflusspferde halten sich über Stunden im Wasser auf, halten darüber unter anderem die Haut elastisch und ihre Körpertemperatur niedrig. Sowohl die Paarung der Elterntiere als auch die Geburt der Jungen kann sich an Land oder im Wasser abspielen. Das Zwergflusspferd ist ein Pflanzenfresser, zu dessen Nahrungsspektrum unter anderem Farne, Laubbäume und Sträucher sowie Gräser und Früchte zählen. Es lebt überwiegend einzelgängerisch und wird nur gelegentlich auch in Gruppen zu drei Tieren beobachtet.

## Entdeckung
Bis ins 19. Jahrhundert war die Existenz dieser Art außerhalb Westafrikas unbekannt. Erstmals wissenschaftlich bearbeitet wurde das Zwergflusspferd von dem amerikanischen Arzt und Rassentheoretiker Samuel George Morton, der 1843 aus Liberia zwei außergewöhnlich kleine Flusspferdschädel erhielt, die er ein Jahr später als Hippopotamus minor beschrieb. Dieser Name war allerdings schon vorher an ein fossiles Flusspferd vergeben, so dass Morton die Art 1849 als Hippopotamus liberiensis erneut beschrieb. Morton war zu dieser Zeit Vizepräsident der Akademie von Philadelphia und gab die Schädel an den dort als Anatom und Paläontologe tätigen Joseph Leidy weiter. Der erkannte die Unterschiede zu dem bekannten großen Flusspferd und ordnete es in eine neue Gattung Choeropsis ein. Dabei blieb es, bis der Zoo von Dublin 1873 aus Liberia ein junges Flusspferd erhielt, das mit 30 Pfund weniger wog als ein neugeborenes Flusspferd. Der irische Zoologe Mac Allister, der das wenige Wochen später verstorbene Tier untersuchte, konnte es als Choeropsis liberiensis identifizieren. Das Zwergflusspferd war also eine rezente Art. Erste seriöse Informationen über den Lebensraum brachte der Konservator am Reichsmuseum in Leiden, Johann Büttikofer, der zwischen 1877 und 1887 zwei Expeditionen durch Liberia unternahm. Er sammelte vor allem Skelette und Häute und erfuhr von einheimischen Jägern, dass das Zwergflusspferd nicht in Gruppen, sondern als Einzelgänger lebt und sehr selten ist. Bis 1910 gab es keine weiteren Nachweise und die Art wurde erneut für ausgestorben erklärt. Daran wollte der Hamburger Tierhändler und Zoogründer Carl Hagenbeck nicht glauben. Er engagierte den damals als White Hunter in Afrika lebenden Hans Schomburgk für eine Liberia-Expedition. Am 13. Juli 1911 sichtete Schomburgk das erste Zwergflusspferd am Duquea-River, schoss aber nicht. Ein Jahr später gelang es ihm mit Unterstützung einiger Mitglieder der Gola, fünf Zwergflusspferde in Fallgruben zu fangen, die er wohlbehalten nach Hamburg bringen konnte. Sein Telegramm an Hagenbeck ist Zoologiegeschichte: „Zwerghippo gefangen, ein nettes Tierchen“.
Die ersten Zwergflusspferde wurden zu Beginn des 20. Jahrhunderts in Zoos gehalten. Sie vermehren sich in Gefangenschaft gut und ein Großteil der Erkenntnisse über das Verhalten dieser Tierart basiert auf Beobachtungen an Zootieren. Der Fortbestand der Art gilt insgesamt als gefährdet. Die IUCN schätzt, dass in der freien Wildbahn nur noch 3000 Zwergflusspferde leben. Der Bestand der Zwergflusspferde ist durch den Verlust ihrer Lebensräume bedroht, da die Wälder zunehmend gerodet und in landwirtschaftliche Flächen umgewandelt werden. Zum Bestandsrückgang trägt auch bei, dass Zwergflusspferde immer noch bejagt werden und dass die Lebensräume immer wieder Schauplatz kriegerischer Auseinandersetzungen sind.

## Erscheinungsbild

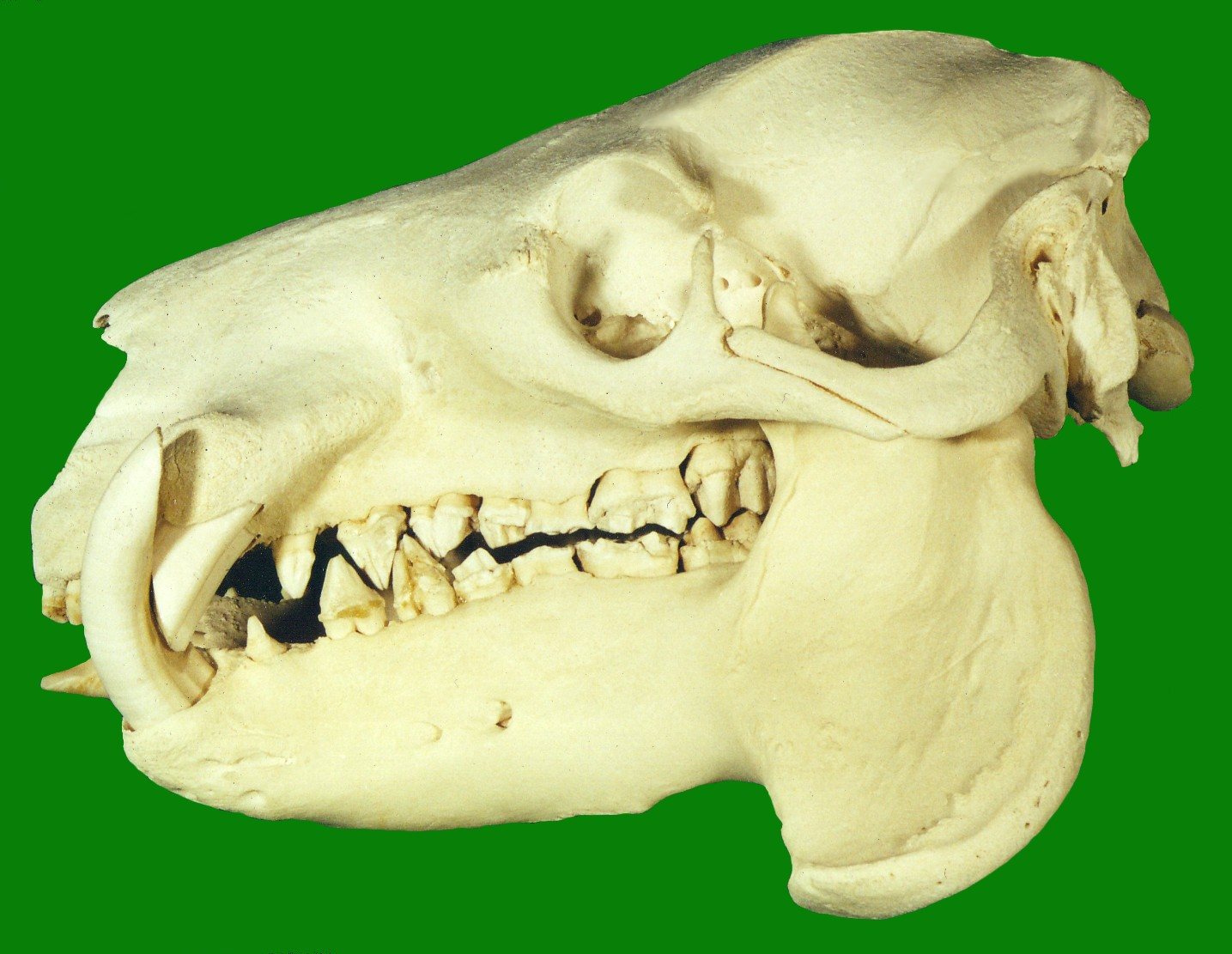
Schädel eines Zwergflusspferdes

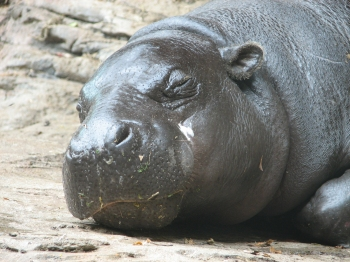
Ruhendes Zwergflusspferd

Der Körperbau des Zwergflusspferdes gleicht grundsätzlich dem des Großflusspferdes und wirkt mit den vier kurzen und stämmigen Beinen auch ähnlich massig und untersetzt. Zwergflusspferde werden mit einer Schulterhöhe zwischen 75 und 83 Zentimeter allerdings nur knapp halb so groß wie Großflusspferde und erreichen mit einem Gewicht von 245 bis 275 Kilogramm weniger als ein Viertel des Körpergewichts ihrer Verwandten. Ihre Kopf-Rumpf-Länge liegt zwischen 150 und 177 Zentimetern.
Der Skelettbau der Zwergflusspferde ist, verglichen mit dem der Großflusspferde, graziler, da ihre Knochen proportional dünner sind. Während beim Großflusspferd das Rückgrat waagerecht ist, fällt dieses beim Zwergflusspferd nach vorne ab. Vermutlich ist dies eine Anpassung an den dicht bewachsenen Lebensraum, denn es erleichtert Ortswechsel im dichten Unterholz. Im Vergleich zum Großflusspferd sind die Beine und der Hals außerdem länger und der Kopf deutlich schmaler und weniger massig. Augen, Ohren und Nasenlöcher sitzen hoch oben am Kopf und Ohren und die Nasenlöcher können durch Muskelkontraktion so geschlossen werden, dass beim Untertauchen kein Wasser eindringt. Die Augenöffnungen und die Nasenlöcher sind beim Zwergflusspferd jedoch weniger erhaben als beim Großflusspferd, das sich häufig in tieferen Gewässern aufhält und dank der Form seiner Augen- und Nasenöffnungen den Kopf nur geringfügig aus dem Wasser heben muss, um sehen, riechen und atmen zu können. Die Füße des Zwergflusspferdes sind im Vergleich zum Großflusspferd schmaler. Es kann jedoch die Zehen weiter spreizen und die Schwimmhäute sind reduziert, was die Fortbewegung auf dem Land erleichtert.
Das Zwergflusspferd hat eine schwarz-grünliche bis schwarz-bräunliche Haut. Die Epidermis ist dünn und trocknet an Land leicht aus. Die Dermis ist dagegen mehrere Zentimeter dick. Ähnlich wie Großflusspferde haben auch Zwergflusspferde Drüsen, die eine schleimartige Substanz abgeben, was den Körper häufig rötlich schimmern lässt. Diese Substanz wird gelegentlich auch als „Blutschweiß“ bezeichnet, obwohl es sich weder um Schweiß noch um Blut handelt. Der stark alkalische Schleim wirkt vermutlich antiseptisch und schützt die Haut vor starker Sonnenbestrahlung. Er verhindert jedoch nicht ein Reißen der Haut, wenn diese nicht regelmäßig durch Schlamm oder Wasser befeuchtet wird.

## Verbreitung, Lebensraum und Bestandszahl

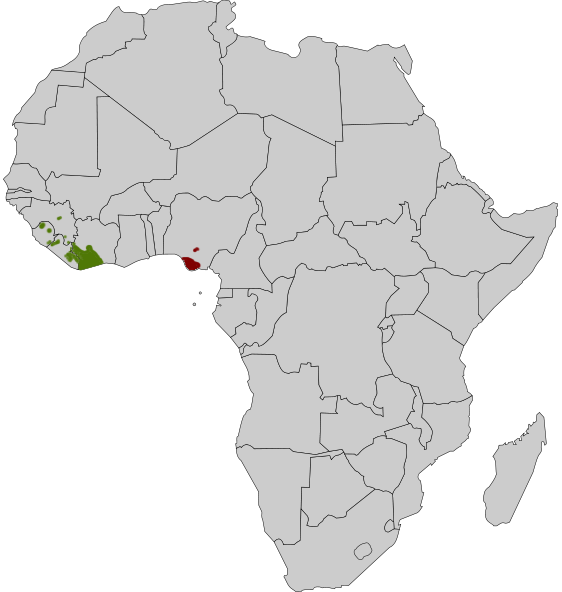
Verbreitungsgebiet des Zwergflusspferdes (rot = ausgestorben)

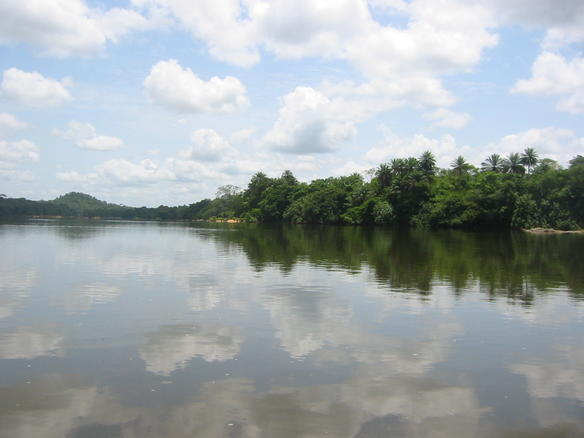
Ein kleiner Bestand an Zwergflusspferden lebt in den dichten Wäldern auf Tiwai Island in Sierra Leone.

Zwergflusspferde leben entlang der Flussläufe der westafrikanischen Regenwälder von Liberia, Sierra Leone, Guinea und der Elfenbeinküste. Der größte Teil der heute noch in freier Wildbahn lebenden Zwergflusspferde findet sich in Liberia. Die Populationen in den anderen drei Ländern liegen überwiegend in Grenznähe zu Liberia. Aufgrund der Bestandsrückgänge der letzten Jahrzehnte handelt es sich um verinselte Populationen, zwischen denen kein Austausch mehr stattfindet. Die Unterart C. l. heslopi, die im Nigerdelta vorkam, ist allem Anschein nach in den letzten Jahrzehnten ausgestorben.
Der größte Bestand an Zwergflusspferden in Liberia findet sich im Nationalpark Sapo, dem flächenmäßig größten Naturreservat Liberias. Weitere Populationen soll es darüber hinaus in Grand Kru County, Grand Cape Mount County, Grand Bassa County, Grand Gedeh County, Lofa County, Maryland County, Nimba County und Sinoe County geben. Liberia ist in den letzten Jahren allerdings wiederholt Schauplatz von militärischen Auseinandersetzungen und Unruhen gewesen (siehe auch Liberianischer Bürgerkrieg). Genauere Bestandsuntersuchungen sind deshalb in dieser Region kaum durchzuführen gewesen.
In der Elfenbeinküste kommt das Zwergflusspferd noch in mehreren Regenwäldern vor, darunter in denen im Nationalpark Taï. In Guinea ist die Verbreitung überwiegend auf das unter Naturschutz stehende Gebiet Reserve de Ziama begrenzt. In Sierra Leone leben mehrere vereinzelte Populationen im Gola-Regenwald-Nationalpark, auf Tiwai Island im Fluss Moa und in den Loma Mountains.

## Lebensweise

### Verhalten
Während das Großflusspferd den Lebensbedingungen der offenen Grassteppe angepasst ist, ist das Zwergflusspferd eher im feuchten bis sumpfigen Urwalddickicht heimisch. Gebirgswälder meidet es, da es kälteempfindlich ist. Zwergflusspferde können zwar gut schwimmen und tauchen, sie sind aber bei weitem nicht so stark an das Wasser gebunden wie Großflusspferde. So flieht das Zwergflusspferd im Gegensatz zu seinem großen Vetter bei Angriffen landeinwärts statt in Richtung Wasser und vermag auch nicht länger als ein bis drei Minuten zu tauchen. Viele Verhaltensweisen ähneln eher denen von Tapiren, wobei es sich dabei aber um eine konvergente Entwicklung handelt.

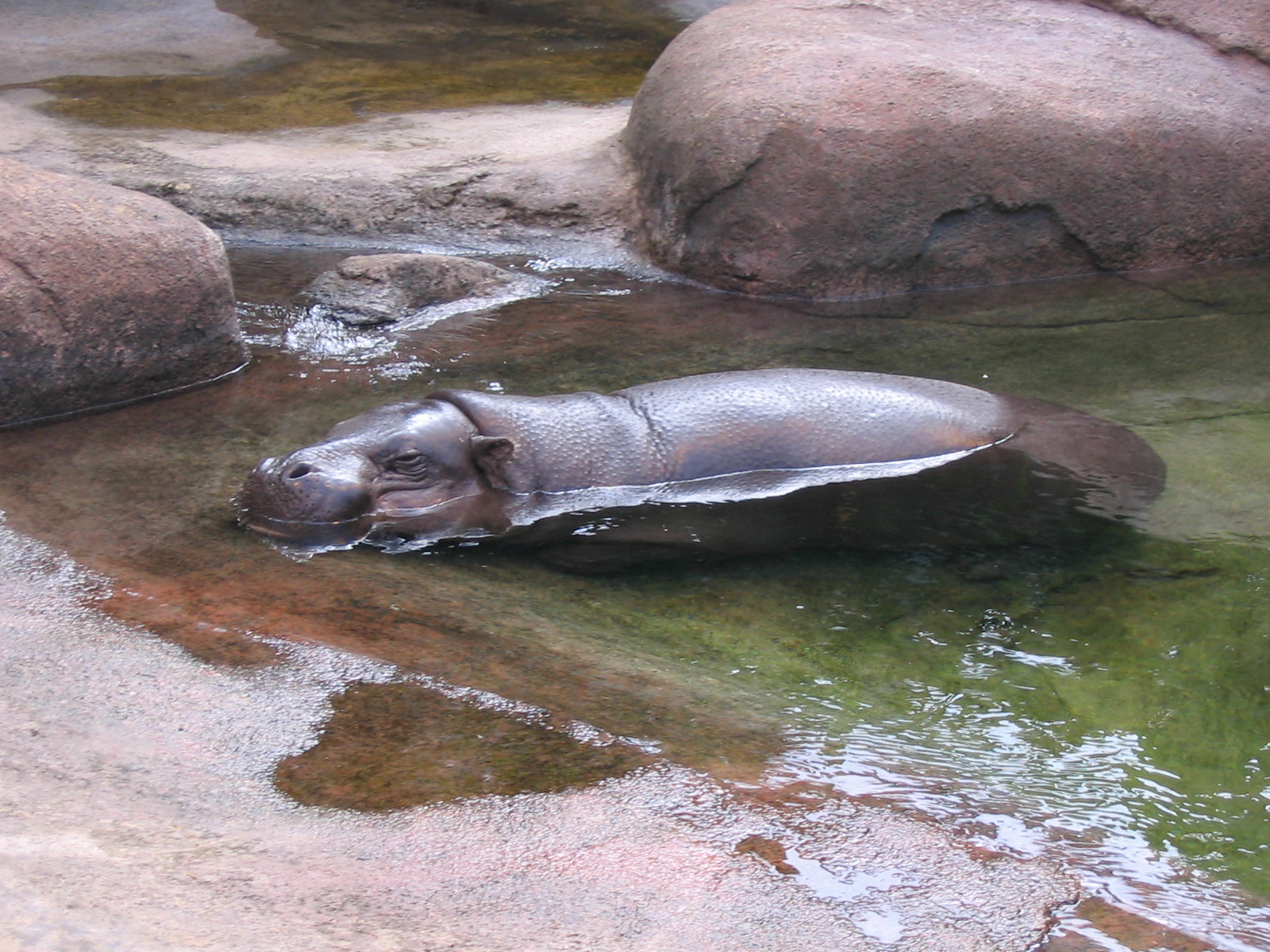
Zwergflusspferde sind auf den regelmäßigen Aufenthalt im Wasser angewiesen, um zu vermeiden, dass ihre Haut reißt.

Die nachtaktiven Zwergflusspferde leben einzeln in ihrem Territorium, das sie auf festen Wechseln durchstreifen. Kontakt zu anderen Artgenossen hat das Zwergflusspferd lediglich während der Brunft und während der Jungenaufzucht. Begegnen sich Zwergflusspferde, neigen sie eher dazu, einander zu ignorieren als miteinander zu kämpfen. Felduntersuchungen haben ergeben, dass das Revier eines Zwergflusspferdbullen eine Größe von 185 Hektar hat und das Revier einer Kuh zwischen 40 und 60 Hektar umfasst.
Zwergflusspferde halten sich während des Tages gewöhnlich in den Flussläufen auf. Sie verbleiben an einer Stelle meist über mehrere Tage, bevor sie zu einer anderen Stelle weiterziehen. Bei einigen Zwergflusspferden hat man beobachtet, dass sie Deckung in ausgewaschenen Höhlungen der Uferwände und Sandbänke von Flüssen suchen. Es ist bislang nicht bekannt, ob Zwergflusspferde diese Höhlungen teilweise selbst graben oder ob die Nutzung solcher Verstecke für alle Zwergflusspferde typisch ist.

### Nahrung und Nahrungserwerb
Ähnlich wie das Nilpferd verlässt das Zwergflusspferd das Wasser in der Dämmerung, um sich auf Nahrungssuche zu begeben. Es nutzt dabei überwiegend feste Wechsel, die durch den dichten Unterwuchs der Regenwälder führen. Die Wechsel werden markiert, indem Zwergflusspferde während des Kotens die Fäkalien durch schnelle und kräftige Schwanzbewegungen verteilen. Die Tiere verbringen etwa sechs Stunden am Tag mit der Suche nach Nahrung.
Zwergflusspferde sind Pflanzenfresser, deren Nahrung überwiegend aus Farnen, Blättern von Bäumen und Sträuchern, Knollen, Trieben und herabgefallenen Früchten sowie in geringerem Umfang auch aus Wasserpflanzen, Kräutern und Gräsern besteht. Die breite Palette an genutzten Nahrungspflanzen legt nahe, dass Flusspferde ihre Nahrung nicht selektieren, sondern dass die jeweilige Verfügbarkeit bestimmt, welchen Anteil einzelne Pflanzen daran haben. Insgesamt sind die von ihnen genutzten Nahrungspflanzen energiereicher als die von Großflusspferden gefressenen.

### Fortpflanzung

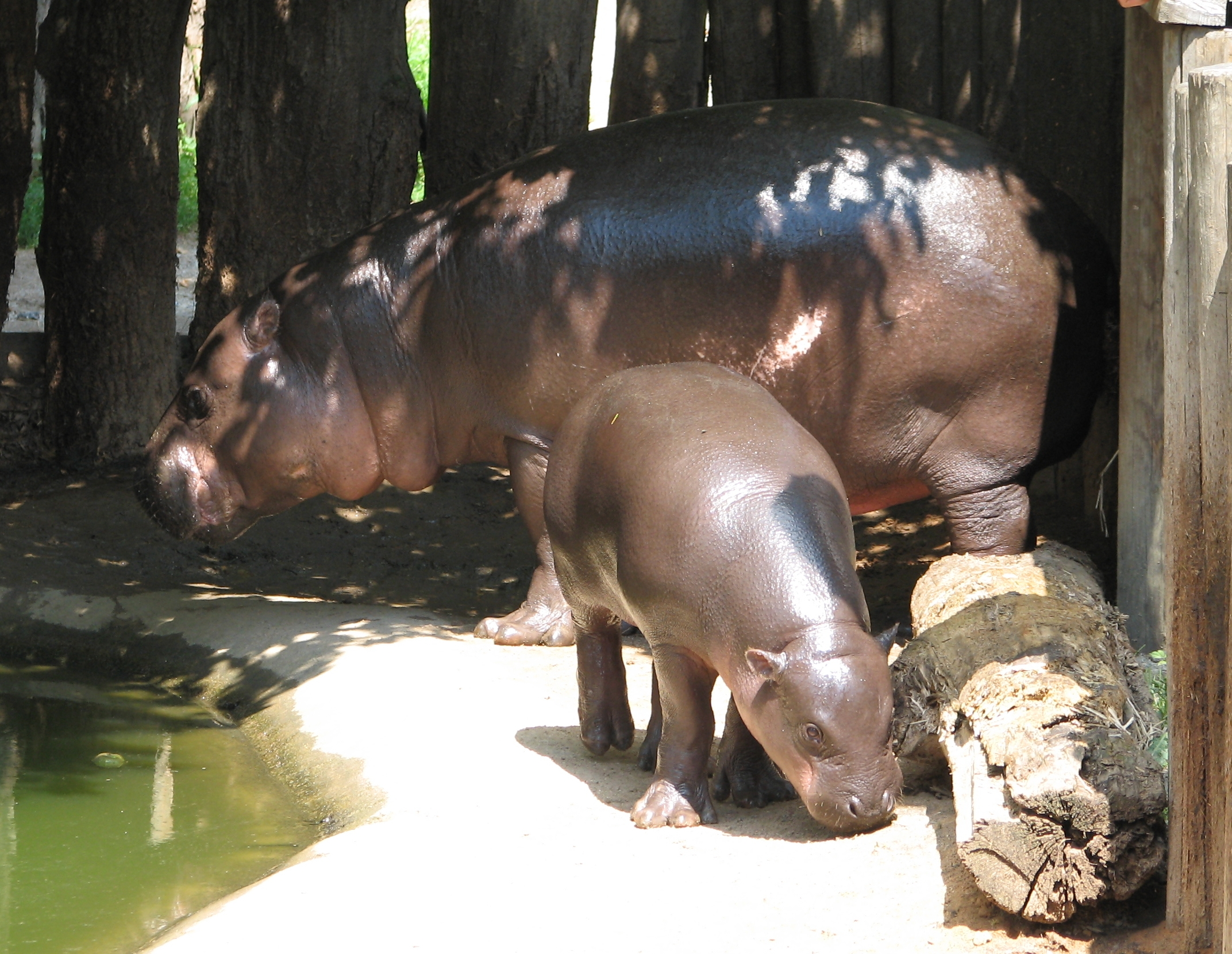
Eine Familiengruppe von Zwergflusspferden. Bei dem vorderen Tier handelt es sich um ein junges Zwergflusspferd

Bis jetzt wurden keine Studien über die Fortpflanzungsgewohnheiten der Zwergflusspferde in freier Wildbahn durchgeführt. Alle Erkenntnisse beruhen auf Beobachtungen von Zwergflusspferden in Zoos und können sich von denen wildlebender Zwergflusspferde unterscheiden.
Zwergflusspferde erreichen ihre Geschlechtsreife im Alter von drei bis fünf Jahren. Das jüngste Weibchen, das bislang Nachwuchs zur Welt brachte, lebte im Zoo Basel und war bei der Geburt seines Jungen drei Jahre und drei Monate alt. Der Sexualzyklus eines Zwergflusspferdweibchens dauert im Durchschnitt 35,5 Tage. Es ist dabei für einen Zeitraum von 24 bis 48 Stunden empfängnisbereit.
Wie lange ein Bulle sich bei der paarungsbereiten Kuh aufhält, ist unbekannt.
In Zoos werden sie üblicherweise dauerhaft paarweise gehalten. Die Paarung findet sowohl an Land als auch im Wasser statt und die Tiere paaren sich in der Zeit, in der die Kuh empfängnisbereit ist, ein bis vier Mal. Die in Zoos gehaltenen Tiere zeigen bei der Fortpflanzung keine Abhängigkeit von der Jahreszeit. Sie zeugen und gebären Nachwuchs in allen Monaten des Jahres. Etwa 190 bis 210 Tage nach der Paarung wird normalerweise ein einzelnes Kalb geboren. Zwillingsgeburten kommen gelegentlich vor. Von den seit 1919 in Gefangenschaft geborenen Kälbern waren 41 Prozent Bullen. Es ist nicht bekannt, ob dieses Geschlechterverhältnis auch bei wildlebenden Tieren zutrifft.
Zwergflusspferdkühe können ihren Nachwuchs sowohl an Land wie auch im Wasser zur Welt bringen. Neugeborene Zwergflusspferdkälber können kurz nach der Geburt bereits schwimmen. Die Kälber wiegen bei der Geburt zwischen 4,5 und 6,2 Kilogramm. Sie saugen bei der Mutter, bis sie ein Alter von sechs bis acht Monaten erreicht haben. In dieser Zeit bleiben sie auch im Wasser, wenn die Zwergflusspferdkuh dieses zur Nahrungssuche verlässt. Etwa drei Mal während des Tages kehrt die Kuh an die Stelle zurück, an der sich das Kalb versteckt, und lässt das Kalb saugen. Dabei legt sich die Kuh auf die Seite.

## Bestand, Fressfeinde und Lebenserwartung

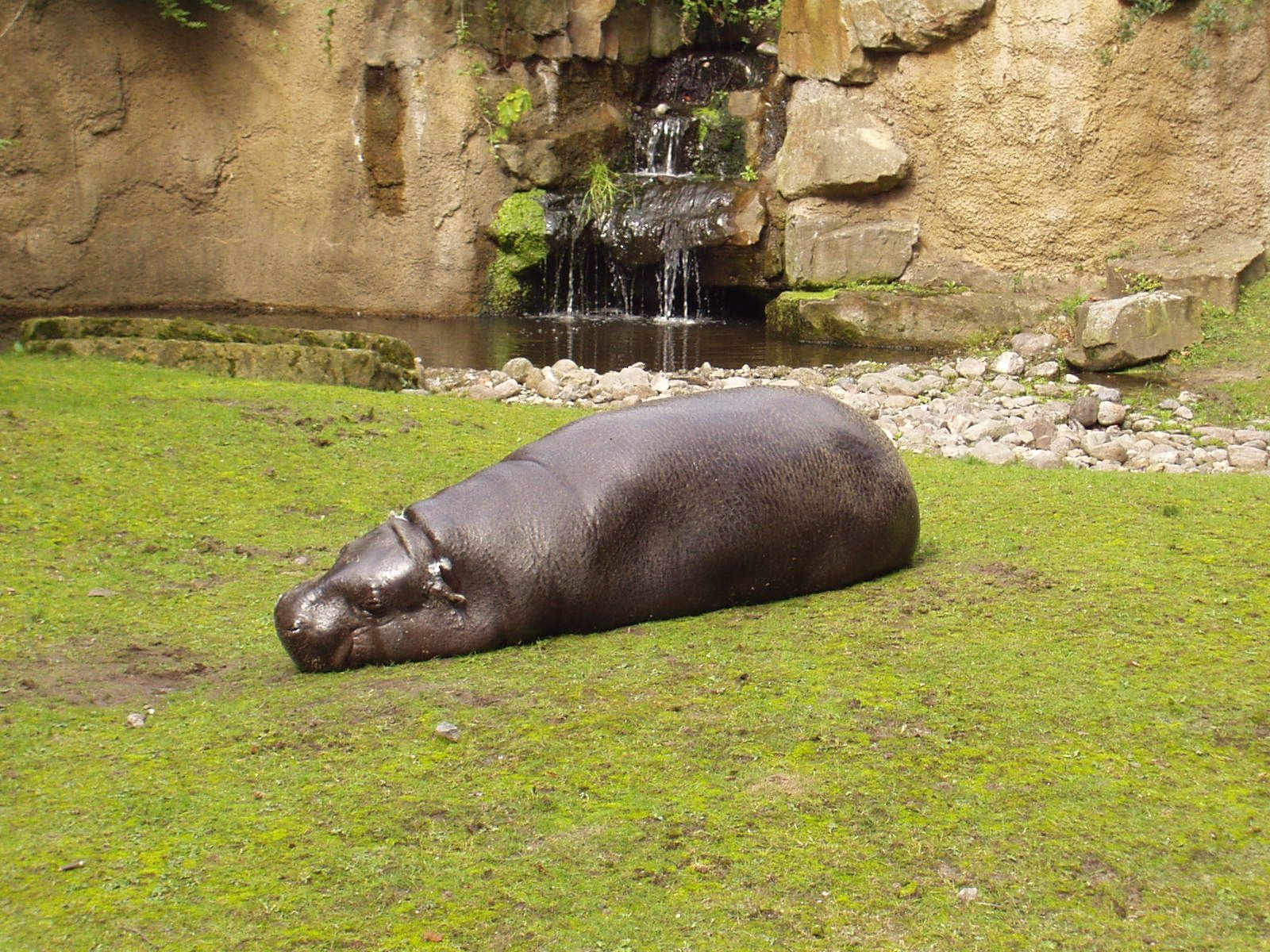
Zwergflusspferd, Zoologischer Garten Berlin

Im ohnehin kleinen Verbreitungsgebiet ist das Zwergflusspferd nirgends häufig.
Die IUCN schätzte im Jahre 2010 den Bestand an in freier Wildbahn lebenden Zwergflusspferden auf 2000 bis 3000 Tiere, wobei auf Sierra Leone mit der kleinsten Bestandszahl 150 Tiere entfielen. Angesichts der anhaltenden Kriegswirren in Liberia geht die IUCN seit 2006 davon aus, dass die Bestandszahl rückläufig ist. Als den wesentlichen bestandsreduzierenden Faktor nennt die IUCN den Rückgang geeigneter Lebensräume. Die Wälder, in denen Zwergflusspferde noch vorkommen, werden zunehmend forstwirtschaftlich stark genutzt, ohne dass größere Anstrengungen unternommen werden, den Holzeinschlag nachhaltig zu gestalten. Waldflächen werden darüber hinaus in landwirtschaftliche Flächen umgewandelt. Durch die zurückgehenden Waldflächen werden die Zwergflusspferdbestände zunehmend verinselt, so dass die Gefahr von Inzuchtdegeneration besteht. Wie sich die Unruhen und Bürgerkriege in dieser Region auf die Bestandszahlen ausgewirkt haben, ist unbekannt.
Wegen ihrer versteckten Lebensweise wurden Zwergflusspferde in der Regel nicht gezielt gejagt. Sie werden jedoch von den Einheimischen geschossen, wenn sich die Gelegenheit dazu bietet, da ihr Fleisch, das so ähnlich wie das von Wildschweinen schmecken soll, sehr geschätzt wird. Anders als beim Großflusspferd haben die Zähne des Zwergflusspferdes keinen kommerziellen Wert.
Potentielle Prädatoren der Zwergflusspferde sind Leoparden, Pythonschlangen und Krokodile. Welchen Einfluss diese Prädatoren auf die Lebenserwartung der Zwergflusspferde haben, ist nicht bekannt.
Die Lebenserwartung von in Gefangenschaft gehaltenen Zwergflusspferden liegt zwischen 42 und 55 Jahren. Grundsätzlich gelingt die Nachzucht in Zoos gut. Zwischen 1970 und 1991 hat sich die Zahl der in Menschenobhut geborenen Zwergflusspferde mehr als verdoppelt.

## Systematik
Das Zwergflusspferd und das (Groß-)Flusspferd sind die beiden einzigen heute noch existierenden Arten der Flusspferde (Hippopotamidae), einer Familie der Paarhufer. Die einstmals auf Mittelmeerinseln wie Sizilien, Kreta, Malta und Zypern beheimateten Zwergflusspferde, die bereits vor der Besiedelung der Inseln durch den Menschen ausgestorben waren, sind vermutlich keine nahen Verwandten von Choeropsis liberiensis. Bei diesen Arten handelt es sich nach heutigem Wissensstand um verzwergte Inselformen der großen, früher auch auf dem europäischen Festland vorkommenden Arten.
Die systematische Einordnung des Zwergflusspferdes hat sich seit seiner wissenschaftlichen Erstbeschreibung mehrfach geändert. Samuel George Morton bezeichnete das Zwergflusspferd ursprünglich zusammen mit dem großen Flusspferd in die Gattung Hippopotamus ein. Später kam man aber zu dem Schluss, dass es sich vom Flusspferd so stark unterscheidet, dass die Einordnung in eine eigene Gattung mit der Bezeichnung Choeropsis gerechtfertigt sei.
Im Jahre 1977 schlug die britische Paläontologin Shirley Coryndon vor, dass das Zwergflusspferd eng mit den Vertretern der Gattung Hexaprotodon verwandt sei, die eine Gruppe prähistorischer Flusspferde umfasst, die überwiegend in Asien beheimatet waren. Diese veränderte Einordnung wurde bis 2005 weitgehend akzeptiert. Im Jahre 2005 konnte dann Jean-Renaud Boisserie nachweisen, dass der Verwandtschaftsgrad zu Hexaprotodon gering ist und die vorherige Einordnung in eine eigene Gattung gerechtfertigt war. Seitdem trägt die Art wieder die Gattungsbezeichnung Choeropsis und gilt als einziger noch lebender Vertreter dieser Gattung.
Unter den ausgestorbenen Madagassischen Flusspferden gab es möglicherweise einen engen Verwandten des Zwergflusspferdes. Hippopotamus madagascariensis, auch entsprechend der taxonomischen Unsicherheit des Zwergflusspferds als Hexaprotodon m. oder Choeropsis m. bezeichnet, entsprach in seiner Größe dem Zwergflusspferd und lebte ähnlich wie dieses in bewaldeten Flussregionen. Es ist vermutlich während der letzten 500 Jahre durch übermäßige Bejagung und Vernichtung des Lebensraums ausgestorben.

## Erhaltungszucht

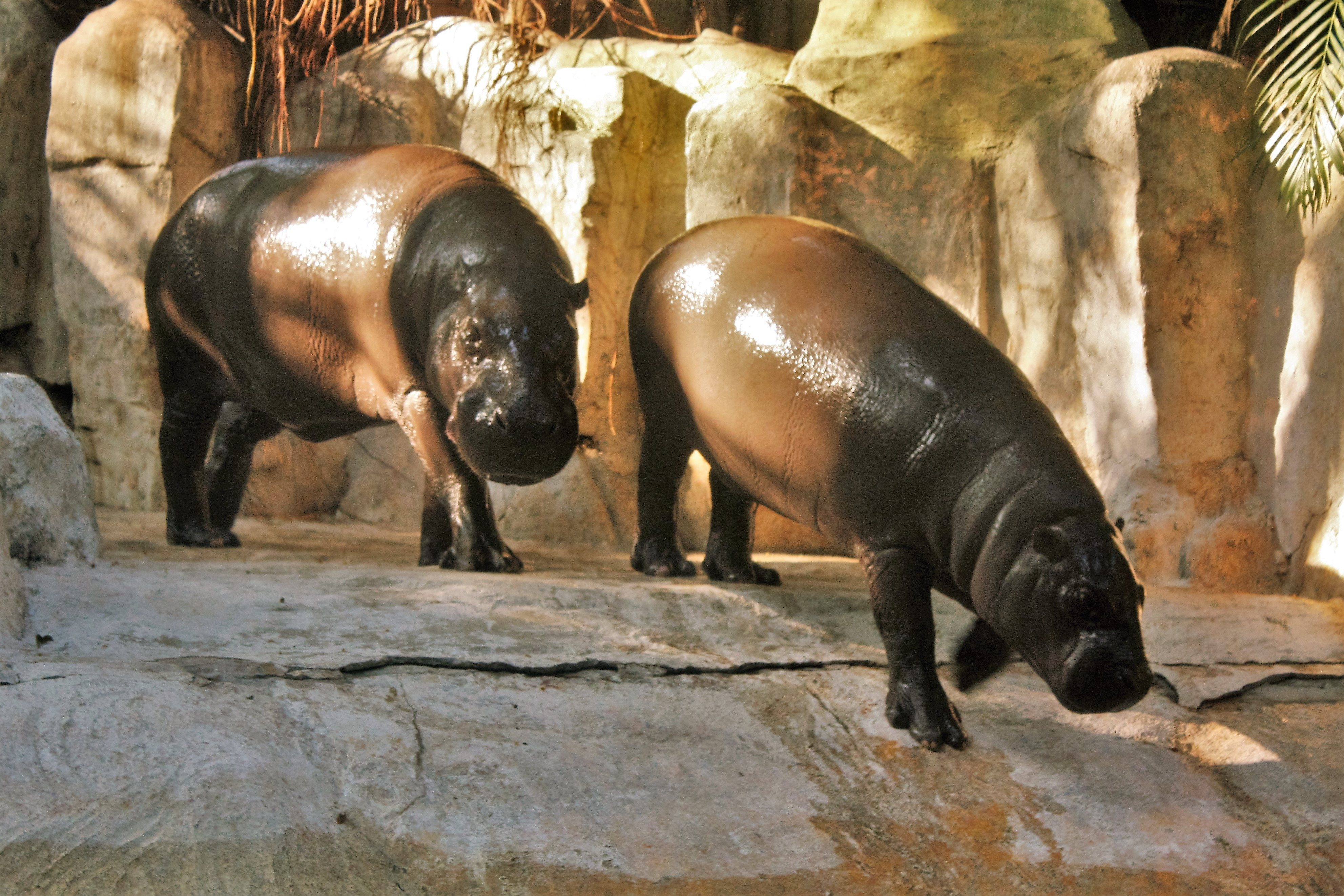
Mutter und Jungtier im Zoo von Guangzhou

Der Zoo Basel, wo seit 1959 53 Zwergflusspferde zur Welt kamen und erfolgreich aufgezogen werden konnten, ist internationaler Zuchtbuchführer und Koordinator für das Europäische Erhaltungszuchtprogramm (EEP) der Zwergflusspferde. Im Zuchtbuch 2007 sind weltweit 316 Zwergflusspferde in Menschenobhut aufgeführt (das entspricht mehr als zehn Prozent des von der IUCN geschätzten Bestands in der Natur). Davon gehören 118 Tiere dem Europäischen Erhaltungszuchtprogramm an.